# Distretto di Jablanica
Il distretto di Jablanica, in serbo Jablanički ulravni okrug (Јабланички управни округ), è un distretto della Serbia centrale.

## Comuni
Il distretto si divide in cinque comuni e una città:
- Leskovac (città)
- Bojnik (comune)
- Crna Trava (comune)
- Lebane (comune)
- Medveđa (comune)
- Vlasotince (comune)